# Nó torto
Nó torto, ou nó esquerdo, é o nó resultante do erro ao fazer o Nó direito. É um nó que se desata facilmente e não apresenta confiança para atar cabos, pois se solta sob pouca pressão.